# Esther Spöler
Esther Spöler (* 12. Juli 1998) ist eine deutsche Volleyballspielerin.

## Karriere
Spöler spielte in ihrer Jugend Volleyball beim RC Borken-Hoxfeld. Hier war sie bei den „Skurios Volleys Borken“ seit 2013 auch in der zweiten Bundesliga Nord aktiv. Mit der deutschen U18-Nationalmannschaft erreichte Spöler 2015 im Frühjahr bei der Europameisterschaft in Bulgarien und im Sommer bei der U18-Weltmeisterschaft im August in Peru jeweils Platz sechs. Mit den Skurios Volleys gewann sie 2019 ungeschlagen die Meisterschaft der 2. Bundesliga Nord. 2021 wechselte die Mittelblockerin zum Drittligisten BSV Ostbevern, mit dem sie in die 2. Bundesliga aufstieg. Zur Saison 2024/25 wechselte Spöler zum deutschen Bundesligisten USC Münster.